# 34e cérémonie des Goyas
La 34e cérémonie des Goyas (ou Premios Goya), organisée par l'Academia de las artes y las ciencias cinematográficas de España, s'est déroulée le 25 janvier 2020 au Palacio de Deportes José María Martín Carpena de Malaga et a récompensé les films sortis en 2019.
Le film Douleur et Gloire (Dolor y gloria) de Pedro Almodóvar domine la soirée avec sept prix remportés dont le Goya du meilleur film, le Goya du meilleur réalisateur et le Goya du meilleur acteur.

## Palmarès

### Meilleur film
- Douleur et Gloire (Dolor y gloria) de Pedro Almodóvar
  - Intemperie de Benito Zambrano
  - Une vie secrète (La trinchera infinita) de Aitor Arregi, Jon Garaño et Jose Mari Goenaga
  - Viendra le feu (O que arde) de Oliver Laxe
  - Lettre à Franco de Alejandro Amenábar

### Meilleur réalisateur
- Pedro Almodóvar pour Douleur et Gloire (Dolor y gloria)
  - Aitor Arregi, Jon Garaño et Jose Mari Goenaga pour Une vie secrète (La trinchera infinita)
  - Oliver Laxe pour Viendra le feu (O que arde)
  - Alejandro Amenábar pour Lettre à Franco

### Meilleur acteur
- Antonio Banderas pour Douleur et Gloire (Dolor y gloria)
  - Antonio de la Torre pour Une vie secrète (La trinchera infinita)
  - Karra Elejalde pour Lettre à Franco
  - Luis Tosar pour Quien a hierro mata

### Meilleure actrice
- Belén Cuesta pour Une vie secrète (La trinchera infinita)
  - Penélope Cruz pour Douleur et Gloire (Dolor y gloria)
  - Greta Fernández pour La hija de un ladrón
  - Marta Nieto pour Madre

### Meilleur acteur dans un second rôle
- Eduard Fernández pour Lettre à Franco
  - Asier Etxeandia pour Douleur et Gloire (Dolor y gloria)
  - Leonardo Sbaraglia pour Douleur et Gloire (Dolor y gloria)
  - Luis Callejo pour Intemperie

### Meilleure actrice dans un second rôle
- Julieta Serrano pour Douleur et Gloire (Dolor y gloria)
  - Mona Martínez pour Adiós
  - Natalia de Molina pour Adiós
  - Nathalie Poza pour Lettre à Franco

### Meilleur espoir masculin
- - Enric Auquer pour Quien a hierro mata
  - Nacho Sánchez pour Diecisiete
  - Vicente Vergara pour Une vie secrète (La trinchera infinita)
  - Santi Prego pour Lettre à Franco

### Meilleur espoir féminin
- Benedicta Sánchez pour Viendra le feu (O que arde)
  - Pilar Gómez pour Adiós
  - Carmen Arrufat pour La inocencia
  - Ainhoa Santamaría pour Lettre à Franco

### Meilleur scénario original
- Pedro Almodóvar pour Douleur et Gloire (Dolor y gloria)
  - David Desola et Pedro Rivero pour La Plateforme (El hoyo)
  - Aitor Arregi, Jon Garaño et Jose Mari Goenaga pour Une vie secrète (La trinchera infinita)
  - Alejandro Amenábar et Alejandro Hernández pour Lettre à Franco (Mientras dure la guerra)

### Meilleur scénario adapté
- Benito Zambrano, Daniel Remón et Pablo Remón pour Intemperie
  - Eligio Montero et Salvador Simó pour Buñuel après l'âge d'or (Buñuel en el laberinto de las tortugas)
  - Isabel Peña et Rodrigo Sorogoyen pour Madre
  - Javier Gullón pour Les Avantages de voyager en train (Ventajas de viajar en tren)

### Meilleur nouveau réalisateur
- Belén Funes pour La hija de un ladrón
  - Salvador Simó pour Buñuel après l'âge d'or (Buñuel en el laberinto de las tortugas)
  - Galder Gaztelu-Urrutia pour La Plateforme (El hoyo)
  - Aritz Moreno pour Les Avantages de voyager en train (Ventajas de viajar en tren)

### Meilleur film documentaire
- Ara Malikian: una vida entre las cuerdas
  - (Aute)retrato
  - El cuadro
  - Historias de nuestro cine

### Meilleure direction de production
- Carla Pérez de Albéniz pour Lettre à Franco (Mientras dure la guerra)
  - Toni Novella pour Douleur et Gloire (Dolor y gloria)
  - Manolo Limón pour Intemperie
  - Ander Sistiaga pour Une vie secrète (La trinchera infinita)

### Meilleur montage
- Teresa Font pour Douleur et Gloire (Dolor y gloria)
  - Laurent Dufreche et Raúl López pour Une vie secrète (La trinchera infinita)
  - Alberto del Campo pour Madre
  - Carolina Martínez Urbina pour Lettre à Franco (Mientras dure la guerra)

### Meilleure chanson originale
- Intemperie de Javier Ruibal pour Intemperie
  - Invisible de Caroline Pennell, Jussi Ilmari Karvinen et Justin Tranter pour Klaus
  - Allí en la arena de Toni M. Mir pour La inocencia
  - Miel y agua de Lorena López Martínez pour La noche de las dos lunas

### Meilleure musique originale
- Alberto Iglesias pour Douleur et Gloire (Dolor y gloria)
  - Arturo Cardelús pour Buñuel après l'âge d'or (Buñuel en el laberinto de las tortugas)
  - Pascal Gaigne pour Une vie secrète (La trinchera infinita)
  - Alejandro Amenábar pour Lettre à Franco (Mientras dure la guerra)

### Meilleure photographie
- Mauro Herce pour Viendra le feu (O que arde)
  - José Luis Alcaine pour Douleur et Gloire (Dolor y gloria)
  - Javier Agirre Erauso pour Une vie secrète (La trinchera infinita)
  - Álex Catalán pour Lettre à Franco (Mientras dure la guerra)

### Meilleure direction artistique
- Juan Pedro de Gaspar pour Lettre à Franco (Mientras dure la guerra)
  - Antxón Gómez pour Douleur et Gloire (Dolor y gloria)
  - Pepe Domínguez pour Une vie secrète (La trinchera infinita)
  - Mikel Serrano pour Les Avantages de voyager en train (Ventajas de viajar en tren)

### Meilleurs costumes
- Sonia Grande pour Lettre à Franco (Mientras dure la guerra)
  - Paola Torres pour Douleur et Gloire (Dolor y gloria)
  - Lourdes Fuentes et Saioa Lara pour Une vie secrète (La trinchera infinita)
  - Alberto Valcárcel pour Paradise Hills

### Meilleurs maquillages et coiffures
- Ana López-Puigcerver, Belén López-Puigcerver et Nacho Díaz pour Lettre à Franco (Mientras dure la guerra)
  - Ana Lozano, Sergio Pérez Berbel et Montse Ribé pour Douleur et Gloire (Dolor y gloria)
  - Yolanda Piña, Félix Terrero et Nacho Díaz pour Une vie secrète (La trinchera infinita)
  - Karmele Soler et Olga Cruz pour Les Avantages de voyager en train (Ventajas de viajar en tren)

### Meilleur son
- Iñaki Díez, Alazne Ameztoy, Xanti Salvador et Nacho Royo-Villanova pour Une vie secrète (La trinchera infinita)
  - Sergio Bürmann, Pelayo Gutiérrez et Marc Orts pour Douleur et Gloire (Dolor y gloria)
  - Aitor Berenguer et Gabriel Gutiérrez pour Lettre à Franco (Mientras dure la guerra)
  - David Machado, Gabriel Gutiérrez et Yasmina Praderas pour Quien a hierro mata

### Meilleurs effets visuels
- Mario Campoy et Iñaki Madariaga pour La Plateforme (El hoyo)
  - Jon Serrano et David Heras pour Une vie secrète (La trinchera infinita)
  - Raúl Romanillos et Juanma Nogales pour Lettre à Franco
  - Juan Ramón Molina et Félix Bergés pour Perdiendo el este

### Meilleur film d'animation
- Buñuel après l'âge d'or (Buñuel en el laberinto de las tortugas)
  -  Elcano y Magallanes la primera vuelta al mundo
  - Klaus

### Meilleur court métrage de fiction
- El nadador de Pablo Barce
  - Foreigner de Carlos Violadé Guerrero
  - Maras de Salvador Calvo
  - Suc de Síndria de Irene Moray
  - Xiao Xian de Jiajie Yu Yan

### Meilleur court métrage d'animation
- Madrid 2120 de José Luís Quirós et Paco Sáez
  - El árbol de las almas perdidas de Laura Zamora Cabeza
  - Homomaquia de David Fidalgo Omil
  - Muedra de César Díaz Meléndez

### Meilleur court métrage documentaire
- Nuestra vida como niños refugiados en Europa de Silvia Venegas Venegas
  - 2001 Destellos en la oscuridad de Pedro González Bermúdez
  - El infierno de Raúl de la Fuente
  - El sueño europeo: Serbia de Jaime Alekos
  - Nuestra vida como niños refugiados en Europa de Silvia Venegas Venegas

### Meilleur film étranger en langue espagnole
- La odisea de los giles de Sebastián Borensztein  Argentine
  - Araña de Andrés Wood  Chili
  - El despertar de las hormigas de Antonella Sudassasi Furnis  Costa Rica
  - Monos de Alejandro Landes  Colombie

### Meilleur film européen
- Les Misérables de Ladj Ly  France
  - Border (Gräns) de Ali Abbasi  Suède
  - Portrait de la jeune fille en feu de Céline Sciamma  France
  - Yesterday de Danny Boyle  Royaume-Uni

### Prix Goya d'honneur
- Marisol

## Statistiques

### Nominations multiples
17 : Lettre à Franco
16 : Douleur et Gloire (Dolor y gloria)
15 : Une vie secrète (La trinchera infinita)
5 : Intemperie
4 : Buñuel après l'âge d'or (Buñuel en el laberinto de las tortugas)
4 : Viendra le feu (O que arde)
4 : Les Avantages de voyager en train (Ventajas de viajar en tren)
3 : Adiós
3 : Madre
3 : Quien a hierro mata

### Récompenses multiples
7 : Douleur et Gloire (Dolor y gloria)
5 : Lettre à Franco
2 : Une vie secrète (La trinchera infinita)
2 : Viendra le feu (O que arde)
2 : Intemperie